# Siegfried Lilienstein
Siegfried Lilienstein (ur. 11 lipca 1871 w Grävenwiesbach, zm. 1934 w Bad Nauheim) – niemiecki lekarz neurolog.
Urodził się w żydowskiej rodzinie, która w 1880 roku przeniosła się do Usingen. Studiował w Würzburgu, Monachium, Berlinie, Giessen i Lipsku. Tytuł doktora medycyny uzyskał w 1895 na Uniwersytecie Juliusza i Maksymiliana w Würzburgu. Pracował jako asystent w różnych klinikach neurologicznych, od 1899 w Bad Nauheim. 
Lilienstein przygotowywał dla „Monatsschrift für Psychiatrie und Neurologie” sprawozdania ze spotkań niemieckich towarzystw psychiatrycznych w Karslruhe, Giessen i Frankfurcie. W 1909 i 1910 przebywał w Kairze. Miał brata Juliusa, który handlował drewnem i meblami, i drugiego brata Alfreda.

## Wybrane prace
- Beiträge zur Histologie der Schleimhautsyphilis. Körber, 1894
- Siegfried Lilienstein, Max Kastan: Nervöse Herzerkrankungen und ihre Behandlung. Repertorienverlag, 1925
- Psychoneurosen bei Herzkrankheiten[4]. (1913)
- 83. Versammlung deutscher Naturforscher und Aerzte in Karlsruhe vom 24.-29. September 1911[5]. (1911)
- V. Jahresversammlung der Gesellschaft deutscher Nervenärzte vom 2.-4. Oktober 1911 in Frankfurt a. M. (Schluß.)[6] (1912)
- Kongreß für Familienforschung, Vererbungs-und Regenerationslehre. Gießen, 11.-13. April 1912[7] (1912)
- Ueber Irrenanstalten im Orient und in Australien[8] (1910)
- 40. Versammlung der südwestdeutschen Irrenärzte in Heilbronn und Weinsberg. 6. und 7. November 1909.[9] (1910)
- V. Jahresversammlung der Gesellschaft deutscher Nervenärzte vom 2.-4. Oktober 1911 in Frankfurt a. M[10] (1911)
- 35. Wander-Versammlung der südwestdeutschen Neurologen und Irrenärzte. PDF
- Von dem 27. Kongress für innere Medizin in Wiesbaden am 18.—21. April PDF
- 57. Versammlung mittelrheinischer Aerzte in Frankfurt a. M. am 22. Mai 1910. PDF
- Jahresversammlung des deutschen Vereins für Psychiatrie in Stuttgart am 21. und 22. April 1911[11] (1911)
- Gibt es eine induzierte Homosexualität und kann sie psychotherapeutisch beeinflußt werden? Psychiatrisch Neurologische Wochenschrift 29 (17), ss. 203—208, 1927
- Nervöse Herzerkrankungen und ihre Behandlung. Leipzig, 1929.